# Заячий Ремиз
Заячий Ремиз — исторический район в Петродворцовом районе Санкт-Петербурга в следующих границах: Заячий пр., Заячий пер., Садовая ул. и Санаторный переулок. Входит в состав муниципального образования «Город Петергоф». Со всех сторон окружён незастроенными территориями. С севера к Заячьему Ремизу примыкает Английский парк, с которым связано возникновение названия этого района.

## История
С середины XIX в. здесь размещалось место для содержания дичи (фр. remise). Единственная улица, соединяющая Заячий Ремиз с остальной территорией Петергофа, — Заячий проспект.
Планировка Заячьего Ремиза сохраняется с конца XIX — начала XX в. В конце XX в. было принято решение о застройке этой территории, но реализовано оно не было. В 1970 г. здесь была построена станция водопровода с забором воды из Никольского пруда. Также здесь находится Психоневрологический интернат № 3.

## Транспорт
Ближайшая пригородная железнодорожная станция — Старый Петергоф; в Заячий Ремиз ходит автобусный маршрут № 358 «Университет — Заячий Ремиз»